# (2155) Wodan
(2155) Wodan es un asteroide perteneciente al cinturón de asteroides descubierto por Ingrid van Houten-Groeneveld, Cornelis Johannes van Houten y Tom Gehrels el 24 de septiembre de 1960 desde el observatorio del Monte Palomar, Estados Unidos.

## Designación y nombre
Wodan recibió inicialmente la designación de 6542 P-L.
Posteriormente se nombró por Wodan, otro nombre de Odín, un dios de la mitología nórdica.

## Características orbitales
Wodan está situado a una distancia media del Sol de 2,857 ua, pudiendo acercarse hasta 2,642 ua y alejarse hasta 3,071 ua. Tiene una excentricidad de 0,0751 y una inclinación orbital de 2,534°. Emplea en completar una órbita alrededor del Sol 1764 días.